# Couvent des Cordeliers de Rodez
Le couvent des Cordeliers de Rodez, ou des frères mineurs, est établi à Rodez dès le XIIIe siècle. Ce couvent a occupé une place importante dans le patrimoine religieux rouergat durant de nombreux siècles.

## Période de l'Ancien Régime
Au Moyen Âge, le couvent des Cordeliers de Rodez reçoit de grandes cérémonies et les sépultures familiales des comtes de Rodez :
- Mascarose de Comminges, deuxième épouse d'Henri II de Rodez, morte à Rodez en 1292.
- Cécile de Rodez, sa fille, héritière de la comté, épouse de Bernard IV d'Armagnac, morte le 22 mars 1313.
- Béatrice de Clermont, princesse capétienne et femme de Jean Ier d'Armagnac et de Rodez, morte en 1364.
- Bonne de Berry, fille de Jean, duc de Berry, mariée en 1394 à Bernard VII d'Armagnac et de Rodez, chef du parti des Armagnacs. Elle est morte au château de Carlat qu'elle habitait le 30 décembre 1435.
- En 1359, Jeanne d'Armagnac épouse, en l'église des Cordeliers de Rodez[1], le fastueux Jean, duc de Berry.
- En 1396, Jean IV d'Armagnac et de Rodez y naît et y est baptisé
- En 1430, le futur roi Charles VII, de passage à Rodez, y loge

## Depuis leXIXesiècle
Déclaré bien national comme tous les biens du clergé par un décret de l'Assemblée nationale du 2 novembre 1789, certaines de ses boiseries et de ses ornements ont été prises et réemployées en 1803 dans l'église Saint-Étienne de Carcenac (commune de Salmiech en Aveyron) où l'on peut toujours les admirer. Plusieurs tableaux et sculptures ont pris place au Musée Fenaille à Rodez.
Devenu inutilisable, le couvent a été détruit dans les années 1833-1834. À sa place se dresse l'actuel palais de justice de Rodez.